# Bernardo António Filipe Neri de Távora
Bernardo António Filipe Neri de Távora, 2.º Conde de Alvor (16 de Agosto de 1681 - Encarnação, Lisboa, 27 de Abril de 1744), foi um nobre português. Era filho do 1.º Conde de Alvor, Francisco de Távora, com a sua sobrinha, D. Inês Catarina de Távora.

## Biografia
Nasceu em 16 de agosto de 1681, foi mestre de campo general de batalha dos exércitos de D. João V, com o governo das Armas da província de Trás-os-Montes, do Conselho de Guerra, mordomo-mor da princesa do Brasil, D. Mariana Vitória de Bourbon, foi senhor da vila de Moura, comendador de Machico, na ilha da Madeira, e de Santa Maria de Mesquitela; de Santa Maria de Freixedas, e da de Duas Igrejas, todas na Ordem de Cristo; alcaide-mor de Marialva. Serviu com seu pai na guerra em que ocupou vários postos.
Sendo general de batalha ficou ferido no combate de La Godiña, em 1709, e ficou com o braço esquerdo paralisado. Casou em 20 de setembro de 1699 com D. Joana de Lorena (nascida a 31 de maio de 1687), filha de D. Nuno Álvares Pereira de Melo, 1.º Duque de Cadaval, e da duquesa D. Marguerite Armandine de Lorena, sua terceira esposa. O 2.º conde de Alvor foi pai de Francisco de Assis de Távora, 3.º marquês deste título, supliciado em Belém, em 13 de janeiro de 1759. As armas dos condes de Alvor são as mesmas das dos marqueses de Távora. O título ficou também extinto pela sentença proferida contra o último marquês, seu filho.
Faleceu a 27 de abril de 1744, aos 62 anos, na rua do Ataíde, à época parte da freguesia e paróquia da Encarnação, sendo sepultado no Convento de Santo Alberto (extinto), em Lisboa, 15 anos antes da tragédia que assolou a Casa dos Távora, com a execução do seu filho, nora e netos, naquilo que ficou conhecido como "Processo dos Távoras". O seu falecimento foi noticiado na Gazeta de Lisboa.
Casamento e descendência
De D. Joana de Lorena, teve numerosos filhos:
- D. Francisco de Assis de Távora, 3.º Conde de Alvor (Santos-o-Velho, Lisboa, 7 de outubro de 1703 - Santa Maria de Belém, Lisboa, 13 de janeiro de 1759), casado com a sua prima D. Leonor Tomásia de Távora, 3.ª Marquesa de Távora, com geração;
- D. Nuno Gaspar de Távora (São Dinis, Vila Real, 22 de julho de 1704 - Santos-o-Velho, Lisboa, 8 de janeiro de 1789), casado com D. Luísa Francisca Antónia da Silveira (1722-1749), com geração, e posteriormente com D. Maria Inácia da Silveira (1823-1802), com geração, ambas filhas de D. Brás Baltazar da Silveira / foi o pai de Bernardo José de Lorena, 48.º Vice-rei da Índia / Sepultado no Convento de Santo Alberto (extinto), em Lisboa;
- D. Margarida Francisca Xavier Josefa Catarina Tomásia de Lorena (Santos-o-Velho, Lisboa, 11 de março de 1707 - Lisboa, 14 de julho de 1786), casada com D. José da Câmara Teles, 4.º Conde da Ribeira Grande, com geração / Sepultada no Convento de São Francisco da Cidade, em Lisboa;
- D. Inês Tomásia Antónia Domingas Francisca Xavier de Távora (Santos-o-Velho, Lisboa, fevereiro de 1708 - ?), falecida na infância;
- D. Isabel Teresa Tomásia de Lorena (Santos-o-Velho, Lisboa, 18 de abril de 1709 - ?), freira carmelita em Santo Alberto de Lisboa;
- D. Ana de Lorena (Santa Maria Maior, Chaves, 20 de dezembro de 1711 - ?), falecida na infância;
- D. José Maria Baltazar de Távora (Santa Maria Maior, Chaves, 23 de março de 1713 - Santa Maria Maior, Chaves, 23 de dezembro de 1723), sepultado no Convento de São Francisco, em Chaves;
- D. Maria de Lorena (Santa Maria Maior, Chaves, 15 de maio de 1714 - ?), freira carmelita em Santo Alberto de Lisboa;
- D. Manuel Rafael de Távora (Santa Maria Maior, Chaves, 10 de junho de 1715 - Santos-o-Velho, Lisboa, 5 de maio de 1789), casado com D. Isabel de Lancastre e Menezes (1713-1742), filha de D. Pedro de Lancastre, 5.º Conde de Vila Nova de Portimão, com geração / Sepultado no Convento dos Cardais, em Lisboa;
- D. João Baptista Rafael de Távora (Santa Maria Maior, Chaves, 23 de dezembro de 1717 - Lisboa, 7 de dezembro de 1772), cavaleiro da Ordem de Malta, capitão de Infantaria e coronel da Cavalaria;
- D. Leonor Tomásia de Távora e Lorena (Santa Maria Maior, Chaves, 2 de junho de 1719 - Lisboa, 20 de junho de 1761), casada com D. José de Mascarenhas da Silva e Lencastre, 8.º Duque de Aveiro, executado durante o Processo dos Távoras, com geração / Sepultada no Convento do Rato (extinto), em Lisboa;
- D. Bernardo de Távora (Santa Maria Maior, Chaves, setembro de 1720 - 1725);
- D. Rafael de Távora (Santa Maria Maior, Chaves, 17 de fevereiro de 1721 - Lisboa, 20 de agosto de 1811), frade e prior da Ordem de Cristo em Tomar, doutor em Teologia, lente da Universidade de Coimbra, deputado do Santo Ofício de Lisboa e da Bula da Cruzada, solteiro e sem filhos / Sepultado na Igreja da Conceição Velha, em Lisboa;
- D. Teresa de Távora e Lorena (Santa Maria Maior, Chaves, 9 de agosto de 1723 - Lisboa, 29 de abril de 1794), principal instigadora do conflito entre os Távoras e o rei D. José I, seu amante, casada com D. Luís Bernardo de Távora, 4.º Marquês de Távora, seu sobrinho, com geração;
- D. José Maria de Távora (Santa Maria Maior, Chaves, 20 de maio de 1726 - Lisboa, 21 de abril de 1781), cavaleiro da Ordem de Malta, cónego da Sé Patriarcal.